# Leucauge henryi
Leucauge henryi este o specie de păianjeni din genul Leucauge, familia Tetragnathidae, descrisă de Mello-leitão, 1940. Conform Catalogue of Life specia Leucauge henryi nu are subspecii cunoscute.